# Connor Wickham
Connor Neil Ralph Wickham, född 31 mars 1993 i Hereford, är en engelsk fotbollsspelare (anfallare) som spelar för Preston North End. Wickham har representerat England på U16-, U17-, U19- och U21-nivå.

## Biografi
Wickham spelade i Readings pojklag innan han värvades av Ipswich 2006. Han var 16 år och 11 dagar gammal då han debuterade för klubben den 11 april 2009 i en Championship-match och blev då den yngsta spelaren någonsin för Ipswich.
Säsongen 2009-2010 gjorde Wickham 4 mål på 26 ligamatcher. I maj 2010 rapporterades det i engelsk media att Tottenham lagt ett bud på 5 miljoner pund för Wickham som Ipswich tackat nej till. En månad senare lade Tottenham ett nytt bud på 8 miljoner pund som även det blev refuserat.
Säsongen 2010-2011 förbättrade Wickham sin målproduktion ytterligare och gjorde 8 mål på 37 ligamatcher. Fyra av målen, inklusive ett hattrick, gjorde han i februari då han blev utsedd till månadens bästa spelare i The Championship. Efter säsongen blev han utsedd till bästa unga spelare i The Football League.
Den 29 juni 2011 meddelade Sunderland via sin officiella hemsida att man värvat Wickham för 8 miljoner pund, en summa som kan stiga till 12 miljoner beroende på antalet spelade matcher.
Den 31 januari 2020 lånades Wickham ut till Sheffield Wednesday på ett låneavtal över resten av säsongen 2019/2020.
Den 13 september 2021 gick Wickham på fri transfer till Preston North End, där han skrev på ett korttidskontrakt som går ut i januari 2022.